# Njivice, Kroatien
Njivice är en ort i Kroatien.   Den ligger i länet Gorski kotar, i den centrala delen av landet, 130 km sydväst om huvudstaden Zagreb. Njivice ligger 34 meter över havet och antalet invånare är 1 214. Den ligger på ön Krk.
Terrängen runt Njivice är varierad. Havet är nära Njivice åt nordväst. Runt Njivice är det ganska tätbefolkat, med 56 invånare per kvadratkilometer. Närmaste större samhälle är Crikvenica, 12,3 km öster om Njivice. 